# Llista de topònims dels Guiamets
Llista de topònims (noms propis de lloc) del municipi dels Guiamets, al Priorat
Informació actualitzada per un bot. Els canvis manuals es perdran quan s'actualitzi!

## cabana
| imatge | Nom                       | Ubicat a     | instància de | Detalls | coordenades                                                          | Protecció | Commons (més fotos) | Dades a WD                    |
| ------ | ------------------------- | ------------ | ------------ | ------- | -------------------------------------------------------------------- | --------- | ------------------- | ----------------------------- |
|        | caseta de Gràcia          | els Guiamets | cabana       |         | 41° 05′ 22″ N, 0° 45′ 36″ E / 41.0895530507031°N,0.760069441428079°E |           |                     | Modifica les dades a Wikidata |
|        | caseta de Probet          | els Guiamets | cabana       |         | 41° 05′ 47″ N, 0° 45′ 50″ E / 41.096491508137°N,0.763929482747916°E  |           |                     | Modifica les dades a Wikidata |
|        | caseta de la Presa        | els Guiamets | cabana       |         | 41° 06′ 21″ N, 0° 45′ 49″ E / 41.1059090799455°N,0.763728964155625°E |           |                     | Modifica les dades a Wikidata |
|        | caseta de les Brugueres   | els Guiamets | cabana       |         | 41° 06′ 28″ N, 0° 45′ 53″ E / 41.1078482845694°N,0.764794453723249°E |           |                     | Modifica les dades a Wikidata |
|        | caseta del Josepó         | els Guiamets | cabana       |         | 41° 06′ 22″ N, 0° 46′ 03″ E / 41.1060475906041°N,0.767618262174815°E |           |                     | Modifica les dades a Wikidata |
|        | caseta del Pou d'en Tomàs | els Guiamets | cabana       |         | 41° 06′ 22″ N, 0° 44′ 48″ E / 41.1060553490739°N,0.746742841809116°E |           |                     | Modifica les dades a Wikidata |
|        | caseta del Quico          | els Guiamets | cabana       |         | 41° 07′ 09″ N, 0° 46′ 15″ E / 41.1191597582905°N,0.770758922746395°E |           |                     | Modifica les dades a Wikidata |
|        | caseta del Tros Gran      | els Guiamets | cabana       |         | 41° 06′ 13″ N, 0° 45′ 29″ E / 41.1036213530856°N,0.758174217163059°E |           |                     | Modifica les dades a Wikidata |

## masia
| imatge | Nom                     | Ubicat a     | instància de | Detalls | coordenades                                                          | Protecció | Commons (més fotos) | Dades a WD                    |
| ------ | ----------------------- | ------------ | ------------ | ------- | -------------------------------------------------------------------- | --------- | ------------------- | ----------------------------- |
|        | Caseta de Ca Blanc      | els Guiamets | masia        |         | 41° 05′ 08″ N, 0° 45′ 32″ E / 41.0855031288163°N,0.758849922428364°E |           |                     | Modifica les dades a Wikidata |
|        | Caseta de Cal Tro       | els Guiamets | masia        |         | 41° 05′ 18″ N, 0° 45′ 38″ E / 41.0884159137344°N,0.76041761050741°E  |           |                     | Modifica les dades a Wikidata |
|        | Caseta de Dellà Rieres  | els Guiamets | masia        |         | 41° 05′ 37″ N, 0° 44′ 59″ E / 41.0935959193853°N,0.749835775241037°E |           |                     | Modifica les dades a Wikidata |
|        | Caseta de Revolet       | els Guiamets | masia        |         | 41° 05′ 12″ N, 0° 45′ 36″ E / 41.0867481231332°N,0.759879028756401°E |           |                     | Modifica les dades a Wikidata |
|        | Caseta del Pallarès     | els Guiamets | masia        |         | 41° 05′ 18″ N, 0° 45′ 49″ E / 41.0883410064069°N,0.763515467816727°E |           |                     | Modifica les dades a Wikidata |
|        | Caseta del Vall Sellada | els Guiamets | masia        |         | 41° 06′ 55″ N, 0° 44′ 48″ E / 41.115260816379°N,0.74658965938593°E   |           |                     | Modifica les dades a Wikidata |
|        | Mas d'en Fang           | els Guiamets | masia        |         | 41° 06′ 53″ N, 0° 45′ 56″ E / 41.114731789789°N,0.76566328026666°E   |           |                     | Modifica les dades a Wikidata |
|        | Mas d'en Palleres       | els Guiamets | masia        |         | 41° 06′ 59″ N, 0° 45′ 27″ E / 41.1164253622401°N,0.757500222785602°E |           |                     | Modifica les dades a Wikidata |
|        | Mas d'en Pere Blanc     | els Guiamets | masia        |         | 41° 06′ 44″ N, 0° 46′ 11″ E / 41.1121944644163°N,0.769684639061674°E |           |                     | Modifica les dades a Wikidata |
|        | Mas d'en Xiprer         | els Guiamets | masia        |         | 41° 07′ 08″ N, 0° 45′ 55″ E / 41.1189896988926°N,0.765238160788571°E |           |                     | Modifica les dades a Wikidata |
|        | Mas de Boldú            | els Guiamets | masia        |         | 41° 05′ 29″ N, 0° 44′ 57″ E / 41.0914768673244°N,0.749253305930229°E |           |                     | Modifica les dades a Wikidata |
|        | Mas de les Comes        | els Guiamets | masia        |         | 41° 06′ 45″ N, 0° 44′ 56″ E / 41.1124578354043°N,0.748965259851818°E |           |                     | Modifica les dades a Wikidata |
|        | Mas de les Senyores     | els Guiamets | masia        |         | 41° 06′ 48″ N, 0° 43′ 32″ E / 41.1133962764762°N,0.72567382911272°E  |           |                     | Modifica les dades a Wikidata |
|        | Mas del Josepó          | els Guiamets | masia        |         | 41° 06′ 50″ N, 0° 45′ 54″ E / 41.1139028638578°N,0.76488673802012°E  |           |                     | Modifica les dades a Wikidata |
|        | Mas del Marian          | els Guiamets | masia        |         | 41° 05′ 44″ N, 0° 44′ 39″ E / 41.0954863963681°N,0.744258604994718°E |           |                     | Modifica les dades a Wikidata |
|        | Mas del Pepe            | els Guiamets | masia        |         | 41° 06′ 09″ N, 0° 44′ 24″ E / 41.1024006781811°N,0.739961433428142°E |           |                     | Modifica les dades a Wikidata |

## molí d'aigua
| imatge | Nom               | Ubicat a     | instància de | Detalls                     | coordenades                                        | Protecció                                  | Commons (més fotos) | Dades a WD                    |
| ------ | ----------------- | ------------ | ------------ | --------------------------- | -------------------------------------------------- | ------------------------------------------ | ------------------- | ----------------------------- |
|        | Molí de Latorreta | els Guiamets | molí d'aigua | Estil: arquitectura popular |                                                    | bé integrant del patrimoni cultural català |                     | Modifica les dades a Wikidata |
|        | Molí de la Bleda  | els Guiamets | molí d'aigua | Estil: arquitectura popular | 41° 06′ 01″ N, 0° 44′ 06″ E / 41.10016°N,0.73506°E | bé integrant del patrimoni cultural català |                     | Modifica les dades a Wikidata |

## muntanya
| imatge | Nom        | Ubicat a                | instància de | Detalls | coordenades                                                         | Protecció | Commons (més fotos) | Dades a WD                    |
| ------ | ---------- | ----------------------- | ------------ | ------- | ------------------------------------------------------------------- | --------- | ------------------- | ----------------------------- |
|        | Lo Calvari | els Guiamets            | muntanya     |         | 41° 06′ 04″ N, 0° 45′ 33″ E / 41.10104444°N,0.75921111°E 246.6 msnm |           |                     | Modifica les dades a Wikidata |
|        | la Tosseta | els Guiamets el Masroig | muntanya     |         | 41° 07′ 14″ N, 0° 45′ 38″ E / 41.1205°N,0.760622°E 305.3 msnm       |           |                     | Modifica les dades a Wikidata |

## serra
| imatge | Nom                 | Ubicat a                | instància de | Detalls | coordenades                                                       | Protecció | Commons (més fotos) | Dades a WD                    |
| ------ | ------------------- | ----------------------- | ------------ | ------- | ----------------------------------------------------------------- | --------- | ------------------- | ----------------------------- |
|        | coll de l'Egua      | els Guiamets el Masroig | serra        |         | 41° 06′ 59″ N, 0° 43′ 46″ E / 41.1165°N,0.729306°E 197.2 msnm     |           |                     | Modifica les dades a Wikidata |
|        | coll de les Obagues | els Guiamets            | serra        |         | 41° 06′ 23″ N, 0° 44′ 05″ E / 41.10638889°N,0.734625°E 201.5 msnm |           |                     | Modifica les dades a Wikidata |

## Misc
| imatge | Nom                               | Ubicat a              | instància de                                         | Detalls                                               | coordenades                                                                     | Protecció                                  | Commons (més fotos)               | Dades a WD                    |
| ------ | --------------------------------- | --------------------- | ---------------------------------------------------- | ----------------------------------------------------- | ------------------------------------------------------------------------------- | ------------------------------------------ | --------------------------------- | ----------------------------- |
|        | Ajuntament dels Guiamets          | els Guiamets          | casa consistorial                                    |                                                       | 41° 06′ 07″ N, 0° 45′ 08″ E / 41.101954°N,0.752131°E                            |                                            | Ajuntament dels Guiamets          | Modifica les dades a Wikidata |
|        | Cal Bessó                         | els Guiamets          | casa                                                 | Estil: arquitectura popular                           | 41° 06′ 09″ N, 0° 45′ 06″ E / 41.1024°N,0.75164°E                               | bé integrant del patrimoni cultural català | Cal Bessó (els Guiamets)          | Modifica les dades a Wikidata |
|        | Estació dels Guiamets             | els Guiamets          | estació de ferrocarril                               | Estil: arquitectura eclèctica                         | 41° 05′ 45″ N, 0° 44′ 52″ E / 41.09587°N,0.74765°E                              | bé integrant del patrimoni cultural català | Els Guiamets train station        | Modifica les dades a Wikidata |
|        | Pont dels Horts                   | els Guiamets          | pont                                                 |                                                       | 41° 06′ 38″ N, 0° 45′ 41″ E / 41.1104822924017°N,0.761287179584755°E            |                                            |                                   | Modifica les dades a Wikidata |
|        | Sant Lluís dels Guiamets          | els Guiamets          | església                                             | Estil: arquitectura barroca                           | 41° 06′ 07″ N, 0° 45′ 11″ E / 41.10186°N,0.75304°E                              | bé cultural d'interès local                | Sant Lluís dels Guiamets          | Modifica les dades a Wikidata |
|        | Túnel de la Cova Roja             | els Guiamets          | túnel                                                |                                                       | 41° 05′ 30″ N, 0° 45′ 45″ E / 41.0916605834633°N,0.762378955556421°E            |                                            |                                   | Modifica les dades a Wikidata |
|        | cementiri dels Guiamets           | els Guiamets          | cementiri                                            |                                                       | 41° 06′ 05″ N, 0° 45′ 19″ E / 41.101299°N,0.75521°E                             |                                            | Cementiri dels Guiamets           | Modifica les dades a Wikidata |
|        | els Guiamets                      | els Guiamets          | entitat singular de població capital municipal       | 256 hab                                               | 41° 06′ 06″ N, 0° 45′ 07″ E / 41.10174807°N,0.75181376°E 221 msnm               |                                            |                                   | Modifica les dades a Wikidata |
|        | font de la plaça de Pau Castellví | els Guiamets          | font                                                 | Estil: arquitectura popular                           | 41° 06′ 08″ N, 0° 45′ 07″ E / 41.10222°N,0.75188°E                              | bé cultural d'interès local                | Font de la plaça de Pau Castellví | Modifica les dades a Wikidata |
|        | pantà dels Guiamets               | els Guiamets Capçanes | embassament Ús: energia hidroelèctrica regadiu       | Superfície: 71.7ha Volum: 10hm³ Conca: 75km²          | 41° 05′ 56″ N, 0° 45′ 06″ E / 41.0988°N,0.751617°E 176 msnm                     |                                            |                                   | Modifica les dades a Wikidata |
|        | plaça dels Vells                  | els Guiamets          | plaça                                                | Estil: arquitectura popular                           | 41° 06′ 07″ N, 0° 45′ 12″ E / 41.101847°N,0.753387°E                            | bé integrant del patrimoni cultural català | Plaça dels Vells (els Guiamets)   | Modifica les dades a Wikidata |
|        | presa dels Guiamet                | els Guiamets          | presa de gravetat Ús: energia hidroelèctrica regadiu | 1951 Llarg: 189m Alt: 50m Volum: 62000m³ Conca: 75km² | 41° 05′ 56″ N, 0° 45′ 06″ E / 41.098780555556°N,0.75165277777778°E 178 128 msnm |                                            |                                   | Modifica les dades a Wikidata |